# Megaciella anisochela
Megaciella anisochela är en svampdjursart som beskrevs av Lehnert, Stone och Heimler 2006. Megaciella anisochela ingår i släktet Megaciella och familjen Acarnidae. Inga underarter finns listade i Catalogue of Life.